# Анастасия Бруклин
Анастасия Бруклин (англ. Anastasia Brokelyn; род. 16 марта 1995, Мадрид) — испанская порноактриса и эротическая фотомодель.

## Биография
До дебюта в порно занималась танцами. Также работала стриптизёршей, официанткой, продавщицей и в салоне лазерной эпиляции.
Начала карьеру порноактрисы во второй половине 2019 года. Одними из первых съёмок стали сцены для компании ZasXXX. Снимается для множества европейских студий и сайтов, в том числе 5K Porn, 21Sextury, Babes, DDFNetwork, Fakehub, LetsDoeIt, Nubile Films, Porn World, Private, Video Marc Dorcel и других. Принимает участие в съёмках сцен различных категорий: от мастурбации до анального секса. Интересы Бруклин представляет крупное европейское агентство талантов Brill Babes.
На сегодняшний день снялась в более чем 89 сценах.

## Награды и номинации
| Год  | Награда           | Результат | Категория | Фильм                                 |
| ---- | ----------------- | --------- | --- | ------------------------------------- |
| 2020 | XBIZ Europa Award | Номинация | Лучшая новая старлетка | н/д                                   |
| 2021 | AVN Award         | Номинация | Лучшая лесбийская сцена в иностранном фильме (вместе с Альей Старк, Вивьен Нувелль, Зази Скимм, Ланой Рой, Мией Сплит, Ребеккой Вольпетти и Эйслин) | Lust & Dance (из Rocco: Pure Fitness) |
| 2021 | AVN Award         | Номинация | Лучшая новая иностранная старлетка | н/д                                   |
| 2021 | AVN Award         | Номинация | Награда поклонников: самый горячий новичок | н/д                                   |
| 2021 | XBIZ Europa Award | Номинация | Лучшая сцена секса — гонзо (вместе с Хуаном Лучо)                                                                                                   | Xpervo                                |

## Избранная фильмография
- 2020 — Rim Fanatics 2
- 2020 — Rocco: Pure Fitness[10]
- 2020 — Sexy and Natural
- 2020 — The Pleasure Principle
- 2021 — International